# International Premier Tennis League 2015
Die International Premier Tennis League 2015 war eine internationale Tennisliga, die in dieser Saison zwischen dem 2. und 20. Dezember 2015 zum zweiten Mal ausgetragen wurde. Sie fand an fünf Wochenenden in fünf Ländern statt. Insgesamt nahmen fünf Mannschaften teil. Die Singapure Slammers besiegten im Finale den Vorjahressieger Indian Aces mit 26:21.
Das Preisgeld für die Siegermannschaft betrug eine Million US-Dollar.

## Spieltage
| Spieltage                          | Ort      |
| ---------------------------------- | -------- |
| 1. Spieltag: 02.−04. Dezember 2015 | Kōbe     |
| 2. Spieltag: 06.−08. Dezember 2015 | Manila   |
| 3. Spieltag: 10.–12. Dezember 2015 | Delhi    |
| 4. Spieltag: 14.–16. Dezember 2015 | Dubai    |
| 5. Spieltag: 18.–20. Dezember 2015 | Singapur |

## Modus und Punktevergabe
Jede Begegnung bestand aus fünf Partien, die wiederum aus jeweils nur einem Satz bestanden. Der Satz war gewonnen bei sechs gewonnenen Spielen, bei einem 5:5-Gleichstand wurde ein Tie-Break bis 13 gespielt. Die fünf Partien teilten sich in die folgenden Formate auf:
Für jedes Einzel-Spiel im gespielten Satz erhielt eine Mannschaft einen Punkt. Die Mannschaft, die am Ende die meisten Punkte gewonnen hatte, gewann die Partie. Die Mannschaft, die in der gesamten Begegnung die meisten Einzel-Spiele gewann, erhielt vier Gesamtpunkte. Hatte die unterlegene Mannschaft mindestens 20 Punkte erreicht, erhielt sie dafür einen Bonus von zwei Punkten. Bei einem Punktestand von zehn bis 19 Punkten erhielt die Mannschaft zumindest noch einen Punkt.
In jeder der fünf Partien konnte eine Mannschaft einen sogenannten Power Point ansagen. Der nachfolgende Ballwechsel zählte damit doppelt. Stand es am Ende der Gesamtbegegnung unentschieden, wurde ein Shoot-out zwischen den Spielern des Herreneinzels gespielt. Der erste Spieler, der zuerst zehn Punkte erreichte, entschied die Begegnung zugunsten seiner Mannschaft.
Die Tabelle wurde nach dem Koeffizienten aus gewonnenen und verlorenen Einzelspielen ermittelt. Aufgrund der ungeraden Anzahl der Teilnehmer musste eines der fünf Teams ein Spiel mehr absolvieren. Diesem war es daher erlaubt, ein Spielresultat streichen zu lassen, musste dies aber im direkten Anschluss an die jeweilige Partie festlegen.

## Tabelle
Legende: Beg. = Begegnungen, S = Sieg, N = Niederlage, GS = Gewonnene Spiele, VS = Verlorene Spiele, Koeff. = Koeffizient
|     | Mannschaft           | Beg. | S | N | GS  | VS  | Koeff.  |
| --- | -------------------- | ---- | - | - | --- | --- | ------- |
| 01. | Indian Aces          | 11   | 8 | 3 | 278 | 236 | 54,09 % |
| 02. | Singapore Slammers   | 11   | 7 | 4 | 278 | 255 | 52,16 % |
| 03. | U.A.E. Royals        | 11   | 5 | 6 | 264 | 264 | 50,00 % |
| 04. | Philippine Mavericks | 11   | 6 | 5 | 253 | 273 | 48,01 % |
| 05. | Japan Warriors       | 11   | 2 | 9 | 240 | 274 | 46,69 % |

## Ergebnisse

### 1. Spieltag
| Heimmannschaft       | Gastmannschaft       | Punkte |
| -------------------- | -------------------- | ------ |
| U.A.E. Royals        | Singapore Slammers   | 26:20  |
| Japan Warriors       | Indian Aces          | 24:25  |
| Philippine Mavericks | Singapore Slammers   | 24:26  |
| Japan Warriors       | U.A.E. Royals        | 15:30  |
| Singapore Slammers   | Indian Aces          | 22:27  |
| Japan Warriors       | Philippine Mavericks | 24:28  |

### 2. Spieltag
| Heimmannschaft       | Gastmannschaft     | Punkte |
| -------------------- | ------------------ | ------ |
| Singapore Slammers   | Japan Warriors     | 29:20  |
| Philippine Mavericks | U.A.E. Royals      | 29:18  |
| Indian Aces          | U.A.E. Royals      | 30:18  |
| Philippine Mavericks | Japan Warriors     | 25:21  |
| U.A.E. Royals        | Singapore Slammers | 26:23  |
| Philippine Mavericks | Indian Aces        | 25:24  |

### 3. Spieltag
| Heimmannschaft       | Gastmannschaft       | Punkte |
| -------------------- | -------------------- | ------ |
| U.A.E. Royals        | Japan Warriors       | 21:24  |
| Indian Aces          | Philippine Mavericks | 30:12  |
| Philippine Mavericks | Singapore Slammers   | 22:30  |
| Indian Aces          | Japan Warriors       | 26:21  |
| Singapore Slammers   | Japan Warriors       | 24:22  |
| Indian Aces          | Philippine Mavericks | 30:19  |

### 4. Spieltag
| Heimmannschaft       | Gastmannschaft       | Punkte |
| -------------------- | -------------------- | ------ |
| Indian Aces          | Japan Warriors       | 25:18  |
| U.A.E. Royals        | Philippine Mavericks | 24:26  |
| Philippine Mavericks | Indian Aces          | 23:24  |
| U.A.E. Royals        | Singapore Slammers   | 24:27  |
| Indian Aces          | Singapore Slammers   | 16:27  |
| U.A.E. Royals        | Japan Warriors       | 26:22  |

### 5. Spieltag
| Heimmannschaft       | Gastmannschaft | Punkte |
| -------------------- | -------------- | ------ |
| Philippine Mavericks | Japan Warriors | 15:29  |
| Singapore Slammers   | U.A.E. Royals  | 23:27  |
| Philippine Mavericks | U.A.E. Royals  | 24:23  |
| Singapore Slammers   | Indian Aces    | 27:21  |
| Singapore Slammers   | Indian Aces    | 26:21  |